# Список космонавтов Японии
Ниже представлен список из японских космонавтов, участвовавших в космическом полёте. Данные приведены по состоянию на 11 апреля 2025 года.
В списке 14 космонавтов, из которых две женщины. Четыре космонавта во время полетов совершали выход в открытый космос. 5 выделенных бежевой заливкой находятся в активном отряде, 1 выделенный желтой заливкой завершили карьеру в НАСА и находятся в отряде Axiom Space. 2 выделенных салатовой заливкой — космические туристы.
| №  | Космонавт (астронавт)                                    | Фото | Экспедиция | Число полётов | Суммарный налёт              | Выходы в открытый космос | Время в открытом космосе | Специализация                                                                        |
| -- | -------------------------------------------------------- | ---- | --- | ------------- | ---------------------------- | ------------------------ | ------------------------ | ------------------------------------------------------------------------------------ |
| 1  | Тоёхиро Акияма (яп. 秋山豊寛) род. 22 июля 1942 года     |      | Союз ТМ-11, 02.12.1990 - 10.12.1990 | 1             | 07 суток 21 час 54 минуты    | 0                        | 0                        | Журналист, космонавт исследователь.                                                  |
| 2  | Мамору Мори (яп. 毛利 衛) род. 29 января 1948 года       |      | Индевор STS-47, 12.09.1992 - 20.09.1992 Индевор STS-99, 11.02.2000 - 22.02.2000 | 2             | 19 суток 04 часа 08 минут    | 0                        | 0                        | Доктор наук по химии, специалист по полезной нагрузке, специалист полёта.            |
| 3  | Тиаки Мукаи (яп. 向井 千秋) род. 06 мая 1952 года        |      | Колумбия STS-65, 08.07.1994 - 23.07.1994 Дискавери STS-95, 29.10.1998 - 07.11.1998 | 2             | 23 суток 15 часов 39 минут   | 0                        | 0                        | Кардиохирург, специалист по полезной нагрузке.                                       |
| 4  | Коити Ваката (яп. 若田光一) род. 01 августа 1963 года    |      | Индевор STS-72, 11.01.1996 - 20.01.1996 Дискавери STS-92, 11.10.2000 - 24.10.2000 Дискавери STS-119 · МКС-18/19/20 · Индевор STS-127, 15.03.2009 - 31.07.2009 Союз ТМА-11М · МКС-38/39, 07.11.2013 - 14.05.2014 SpaceX Crew-5 · МКС-68/69, 05.10.2022 - 12.03.2023 | 5             | 504 суток 18 часов 33 минуты | 2                        | 14 часов 2 минуты        | Специалист полёта, бортинженер, командир МКС-39.                                     |
| 5  | Такао Дои (яп. 土井 隆雄) род. 18 сентября 1954 года     |      | Колумбия STS-87, 19.11.1997 - 05.12.1997 Индевор STS-123, 11.03.2008 - 25.03.2008 | 2             | 31 сутки 10 часов 45 минут   | 2                        | 12 часов 42 минуты       | Доктор наук по аэрокосмическому машиностроению доктор астрономии; специалист полёта. |
| 6  | Соити Ногути (яп. 野口 聡一) род. 15 апреля 1965 года    |      | Дискавери STS-114, 26.07.2005 - 09.08.2005 Союз ТМА-17 · МКС-22/23, 20.12.2009 - 02.06.2010 Crew-1 · МКС-64, 16.11.2020 - 02.05.2021 | 3             | 344 суток 09 часа 33 минуты  | 4                        | 27 часов 01 минут        | Авиаинженер, специалист полёта, бортинженер.                                         |
| 7  | Акихико Хосидэ (яп. 星出 彰彦) род. 28 декабря 1968 года |      | Дискавери STS-124, 31.05.2008 - 14.06.2008 Союз ТМА-05М · МКС-32/33, 15.07.2012 - 19.11.2012 SpaceX Crew-2 · МКС-65/66, 23.04.2021 - 09.11.2021 | 3             | 340 суток 11 часов 41 минута | 4                        | 28 час 17 минуты         | Специалист полёта, бортинженер.                                                      |
| 8  | Наоко Ямадзаки (яп. 山崎 直子) род. 27 декабря 1970 года |      | Дискавери STS-131, 05.04.2010 - 20.04.2010 | 1             | 15 суток 02 часа 47 минут    | 0                        | 0                        | Авиаинженер, специалист полёта.                                                      |
| 9  | Сатоси Фурукава (яп. 古川 聡) род. 04 апреля 1964 года   |      | Союз ТМА-02М · МКС-28/29, 07.07.2011 - 22.11.2011 SpaceX Crew-7 · МКС-69/70, 26.08.2023 - 12.03.2024 | 2             | 366 суток 08 часов 34 минут  | 0                        | 0                        | Хирург, бортинженер.                                                                 |
| 10 | Кимия Юи (яп. 油井 亀美也) род. 30 января 1970 года      |      | Союз ТМА-17М · МКС-44/45, 22.07.2015 - 11.12.2015 | 1             | 141 сутки 16 часов 09 минут  | 0                        | 0                        | Полковник ВВС Японии, бортинженер.                                                   |
| 11 | Такуя Ониси (яп. 大西 卓哉) род. 22 декабря 1975 года    |      | Союз МС-01 · МКС-48/49, 07.07.2016 - 30.10.2016 SpaceX Crew-10 · МКС-72/73, 14.08.2025 - н.в. | 2             | 115 суток 02 часа 21 минута  | 0                        | 0                        | Бортинженер.                                                                         |
| 12 | Норисигэ Канаи (яп. 金井 宣茂) род. 05 декабря 1976 года |      | Союз МС-07 · МКС-54/55, 17.12.2017 - 03.06.2018 | 1             | 168 суток 05 часов 18 минут  | 1                        | 5 часов 57 минут         | Врач, бортинженер.                                                                   |
| 13 | Юсаку Маэдзава (яп. 前澤 友作) род. 22 ноября 1975 года  |      | Союз МС-20, 08.12.2021 - 20.12.2021 | 1             | 11 суток 10 часов 9 минут    | 0                        | 0                        | Космический турист                                                                   |
| 14 | Ёдзо Хирано (яп. 平野 陽三) род. 12 октября 1985 года    |      | Союз МС-20, 08.12.2021 - 20.12.2021 | 1             | 11 суток 10 часов 9 минут    | 0                        | 0                        | Космический турист                                                                   |